# Seznam jezer v Gruzii
Gruzínská jezera (gruzínsky jezero - ტბა). Tabulka obsahuje přehled přírodních jezer v Gruzii s plochou přes 1 km² (bez přehradních nádrží).

## Jezera s plochou přes 1 km²
| jezero     | rozloha [km²] | délka (m) | šířka (m) | hloubka [m] | obvod (m) | objem (m³)  | nadm. výška [m] | typ                    | řeka (povodí)          | municipalita          | region                           | souřadnice                       |
| ---------- | ------------- | --------- | --------- | ----------- | --------- | ----------- | --------------- | ---------------------- | ---------------------- | --------------------- | -------------------------------- | -------------------------------- |
| Paravani   | 37,5          | 9 764     | 5 706     | 3,3         | 27 750    | 90 800 000  | 2 073,0         | sopečné                | Paravani (Kura)        | Ninotsminda           | Samcche-Džavachetie              | 41°26′34″ s. š., 43°48′31″ v. d. |
| Paleostomi | 18,2          | 5 537     | 6 043     | 3,2         | 19 430    | 52 000 000  | −0,3            | tektonické             | Malatakva (Černé moře) | Khobi, Lančchuti      | Samegrelo-Horní Svanetie, Gurie  | 42°7′23″ s. š., 41°43′47″ v. d.  |
| Tabackuri  | 14,2          | 6 247     | 4 125     | 40,2        | 21 100    | 221 000 000 | 1 997,0         | sopečné                | podzemní (Kura)        | Bordžomi, Achalkalaki | Samcche-Džavachetie              | 41°38′45″ s. š., 43°37′33″ v. d. |
| Karcachi   | 13,8          | 3 803     | 5 100     | 1,0         | 11 590    | 9 000 000   | 1 799,0         | tektonické             | podzemní (Kura)        | Achalkalaki           | Samcche-Džavachetie              | 41°13′8″ s. š., 43°13′50″ v. d.  |
| Madatapa   | 9,00          | 5 013     | 3 418     | 1,7         | 21 580    | 9 660 000   | 2 108,0         | sopečné / tektonické   | Madatapa (Kura)        | Ninotsminda           | Samcche-Džavachetie              | 41°10′41″ s. š., 43°47′0″ v. d.  |
| Chančali   | 5,97          | 2 910     | 2 230     | 0,8         | 11 020    | 6 400 000   | 1 931,0         | sopečné / tektonické   | Agričaj (Kura)         | Ninotsminda           | Samcche-Džavachetie              | 41°15′25″ s. š., 43°32′52″ v. d. |
| Jandari    | 4,80          | 2 245     | 2 553     | 7,2         | 8 456     | 25 240 000  | 291,0           | umělé / tektonické     | bezodtoké (Kura)       | Gardabani             | Kvemo Kartli                     | 41°26′8″ s. š., 45°12′42″ v. d.  |
| Saghamo    | 4,60          | 3 705     | 1 812     | 2,3         | 11 440    | 7 700 000   | 1 996,0         | sopečné / tektonické   | Paravani (Kura)        | Ninotsminda           | Samcche-Džavachetie              | 41°18′22″ s. š., 43°44′28″ v. d. |
| Rica       | 1,50          | 2 388     | 1 510     | 101,0       | 7 796     | 94 000 000  | 884,0           | ledovcové / tektonické | Jupšara (Bzyb)         | Gudauta               | Abcházie                         | 43°28′52″ s. š., 40°32′29″ v. d. |
| Bazaleti   | 1,39          | 2 121     | 1 075     | 7,0         | 6 319     | 5 550 000   | 878,0           | tektonické             | Tiniskhevi (Kura)      | Dušeti                | Mccheta-Mtianetie                | 42°2′18″ s. š., 44°40′43″ v. d.  |
| Keli       | 1,36          | 2 151     | 1 269     | 63,0        | 8 000     | 31 600 000  | 2 914,0         | sopečné / ledovcové    | Ksani (Kura)           | Achalgori (Leningor)  | Mccheta-Mtianetie (Jižní Osetie) | 42°28′47″ s. š., 44°18′54″ v. d. |